# The Road to Mandalay
La sangre manda (en el original inglés,The Road to Mandalay) es una película melodramática de 1926 dirigida por Tod Browning.

## Trama
Joe, un antiguo capitán, después de la muerte de su esposa al dar a luz se degrada convirtiéndose en Singapur Joe, un pirata tuerto asesino. En la exótica Singapur, se asocia con Edward Herrington, alias el Almirante y el chino Charlie Wing, alias English, en sus actividades delictivas. Joe y el Almirante hacen ruta a Mandalay, donde, cuidada por el padre James, vive la hija de Joe. La joven, que tiene una tienda de curiosidades, ignora la existencia de Joe, que manda mensualmente cierta cantidad para su sustento al sacerdote pues lo único que desea es que viva una vida cómoda y feliz.
A pesar de que la hija lo considera una especie de monstruo, el excapitán decide llevársela consigo cuando descubre que el Almirante se ha enamorado de ella y quiere casarse. Persuade al padre James (que es su hermano) de no celebrar el matrimonio y ordena a sus hombres retener al Almirante en su barco. La chica, sospechando de Joe, va hasta su burdel en Singapur. Pero allí es atacada por el chino English; Joe interviene, pero resulta apuñalado y muere. El Almirante, que también acude en su ayuda, salva a su enamorada, huyendo con ella.

## Producción
La película fue producida por la Metro-Goldwyn-Mayer (MGM).

## Distribución

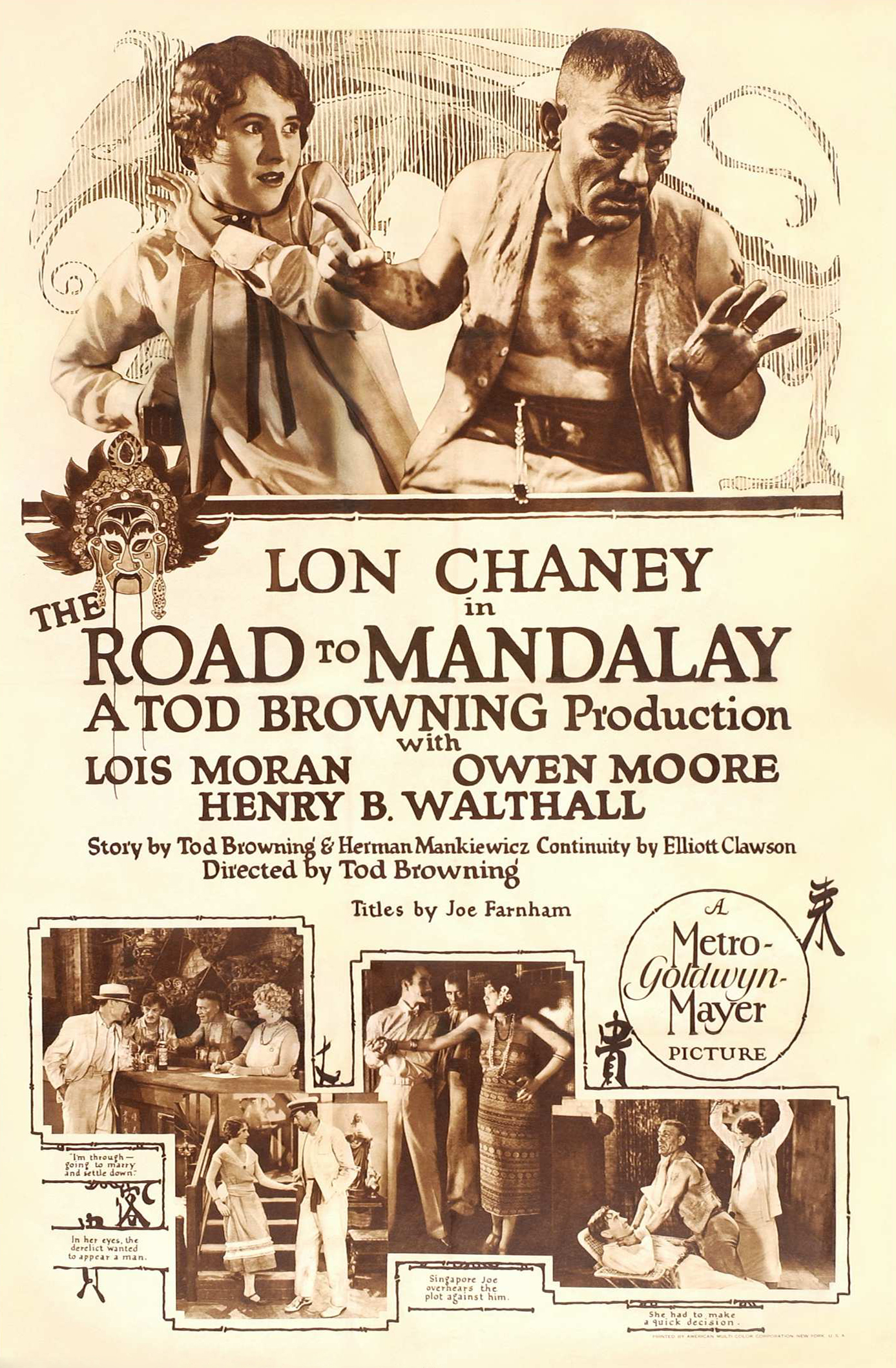
Cartel.

El copyright de la película, requerido por la Metro-Goldwyn-Mayer Corp., fue registrado el 12 de julio de 1926 con el número LP22907.
Distribuida por la Metro-Goldwyn-Mayer (MGM), la película se estrenó en EE. UU. el 28 de junio de 1926. La Jury Metro-Goldwyn la distribuyó en el Reino Unido el 31 de enero de 1927. El 24 octubre del mismo año, salió también en Finlandia. El 16 de diciembre de 1928, salió en Francia como La Route de Mandalay y el 10 de abril de 1929, en Portugal, como O Homem de Singapura. En Italia, estrenada como Il Capitano di Singapore, la película obtuvo en 1927 el visto bueno de la censura, etiquetada para mayores de 16 años.

## A posteriori
El film, la tercera colaboración de Browning con Lon Chaney, se creyó perdido durante mucho tiempo, hasta que en los años 1980 se descubrió en París una copia incompleta de treinta y cinco minutos e intertítulos en francés. Esta copia francesa de mala calidad del original de setenta minutos, es la única copia conservada.